# Berberis andeana
Berberis andeana är en berberisväxtart som beskrevs av Job. Berberis andeana ingår i släktet berberisar, och familjen berberisväxter. Inga underarter finns listade i Catalogue of Life.